# Grossularia purpusii
Grossularia es un género monotípico de plantas fanerógamas que pertenece a la familia Grossulariaceae. Su única especie: Grossularia purpusii, es originaria de Estados Unidos.

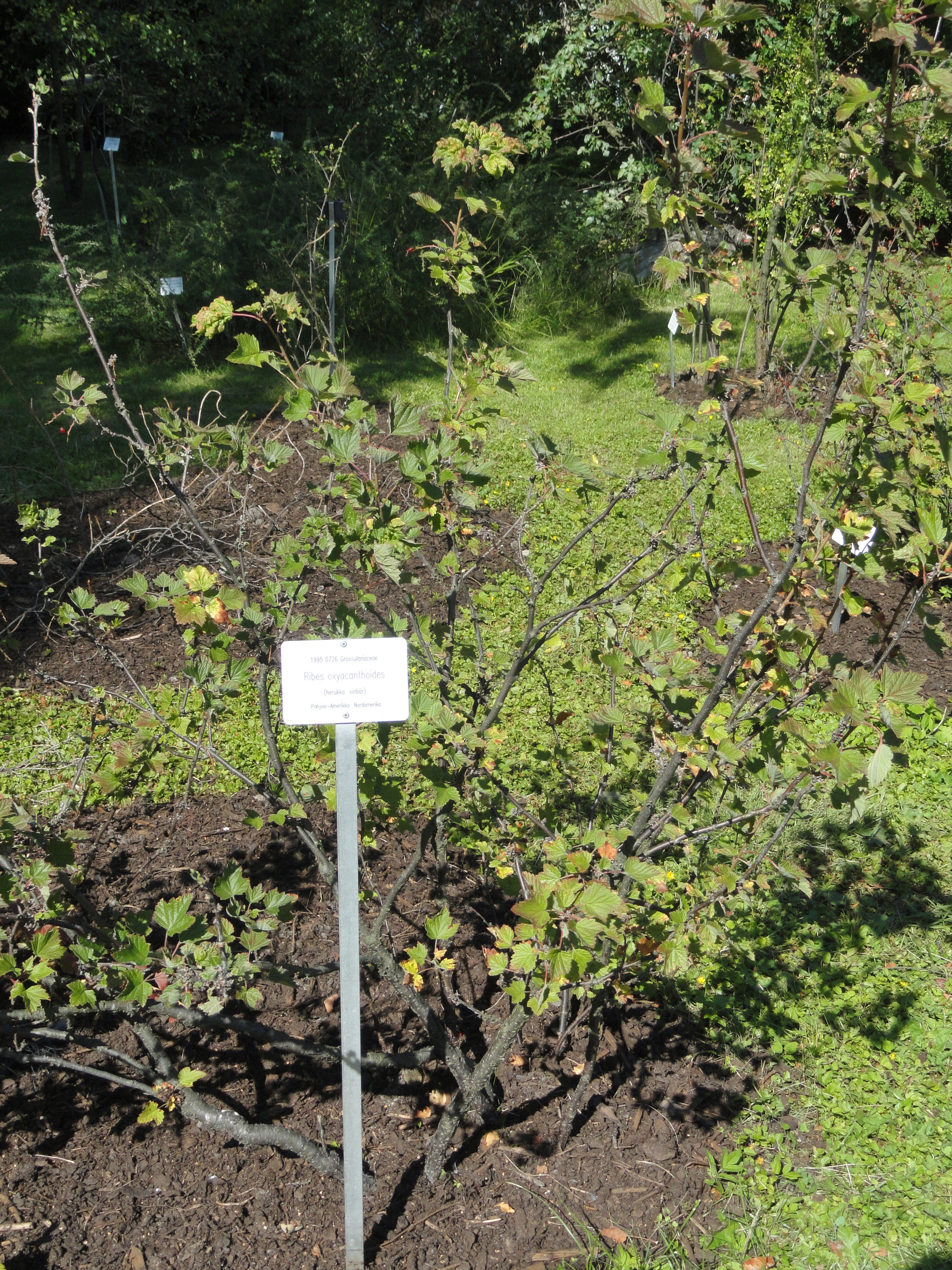
Vista de la planta.

## Descripción
Son plantas que alcanzan un tamaño de 1-2 m de altura. Tallos erectos de esparcimiento o de prostrados, finamente puberulos, a veces glabroso con excepción de espinas, no glandulares; 1-3 espinas en los nodos de 3-12 mm; espinas en los entrenudos dispersas a densas. Hojas con pecíolo de 0,7 a 5,5 cm, pubescentes, estipitado-glandular; pentagonal, con 3-7 lóbulos, hendido 1/2 + para el nervio medio y otra vez irregularmente superficialmente hendido, 1-7,8 cm, base truncada o cordada. Las inflorescencias extendidas a colgantes, en racimos de 5-18 (-25) flores, de 3-4 cm, de color rojizo, flores uniformemente espaciadas. Pedicelos articulado (articulación a veces oscurecida por glándulas y difícil de ver todo en  pedicelos cortos. Flores: de color crema a anaranjado. Los frutos en bayas apetecibles pero insípidas, de color rojo, convirtiéndose en púrpura, elipsoide, 4-8 (-14) mm negro u oscuro, esbelta estipitado-glandular, erizada de pelos-estipitados glandular rojizas. Tiene un número de cromosoma de 2n = 16.

## Hábitat
Se encuentra en los bosques húmedos, los pantanos de coníferas, orillas de arroyos, laderas de bosque seco y crestas subalpinas.

## Taxonomía
Grossularia purpusii fue descrita por (Koehne ex Blank.) Rydb. y publicado en Flora of the Rocky Mountains 396. 1917.
Sinonimia
- Ribes oxyacanthoides var. purpusii (Koehne ex Blank.) Jancz.
- Ribes purpusii Blank. basónimo